# Luigi Zago
Pour les articles homonymes, voir Zago.
Luigi Zago, né à Villafranca di Verona (Italie) le 14 février 1894 et mort soit à Buenos Aires,, soit à Mendoza (Argentine) le 10 juillet 1952, est un peintre paysagiste italien.